# Podolia

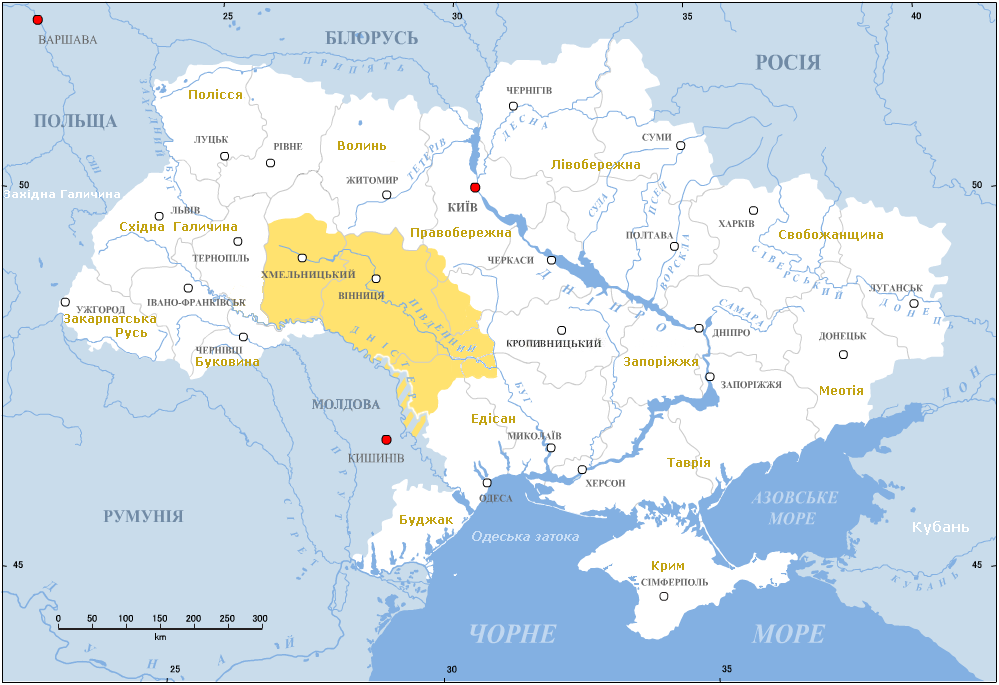
La Podolia nella moderna Ucraina.

La Podolia (in ucraino Поділля?, Podillja; in russo Подо́лье?, Podol'e; in yiddish פּאָדאָליע‎?, Podolie) è una regione storico-geografica situata nella zona centro-occidentale e sud-occidentale dell'attuale Ucraina e la Moldavia nord-orientale. Il nome Podolia appare in fonti storiche per la prima volta nel XIV secolo, quando i polacchi iniziarono a spostarsi nella regione.

## Geografia
I confini della Podolia sono identificabili: 
- a nord con la Volinia;
- a nord-est con la regione di Kiev e a est con la vecchia Rutenia Rossa;
- a sud-ovest con la Moldavia e la Transnistria, attraverso il fiume Nistro;
- a ovest con la Galizia, attraverso il fiume Zbruč, un tributario del Nistro.[3]

Ha una superficie di circa 40000 km², si estende per 320 km da nord-ovest a sud-est sulla riva sinistra del Nistro. Nella stessa direzione corrono due sistemi collinari relativamente bassi, separati dal Bug Meridionale, che sono una ramificazione delle alture di Avratynsk.
La regione è percorsa da due grandi fiumi, affiancati da numerosi tributari: il sopraccitato Nistro, che fa da confine con la Moldavia ed è navigabile per tutta la sua lunghezza ed il Bug meridionale, che scorre quasi parallelo al Nistro, interrotto a valle da parecchie zone di rapide. Il Nistro forma un canale di navigazione precipuo per il commercio delle zone di Mohyliv-Podil's'kyj, Kaluš, Žvanec, Porog ed altri porti fluviali della Podolia. Le rive del corso d'acqua sono altamente antropizzate: campi coltivati, industrie, gasdotti e oleodotti, ferrovie e autostrade sono infatti tutti molto vicini. Le alluvioni che hanno colpito talvolta queste aree hanno altresì causato danni all intera economia ucraina oltre che agli abitanti del posto (i danni maggiori riportati nel XX secolo risalgono alle piogge del 1911, 1927, 1941, 1955, 1969, 1974 e 1980).
Il suolo della Podolia è prevalentemente composto dalla "terra nera" (cosiddetta černozëm), che la rende una tra le zone agricole più fertili del mondo per via della notevole concentrazione di humus (8-10%). Le paludi ormai sono presenti soltanto sulle rive del Bug meridionale. Parte della regione è composta da pianure che costituiscono la sezione più occidentale della steppa eurasiatica.
Il clima temperato predomina sulla regione, con le temperature medie a Kam"janec' di 9°C (−4 °C in gennaio, 20 °C in luglio).

## Storia
La regione risulta abitata sin dal periodo medio-tardo del Neolitico, di cui si ricorda la cultura di Cucuteni-Trypillia. Erodoto parla della Podolia come della terra di origine degli Alazoni e, probabilmente, dei Neuri. Successivamente, vi giunsero i daci. I romani hanno lasciato loro tracce con il vallo di Traiano, che si estendeva attraverso gli attuali distretti di Kam"janec', Nova Ušycja e Proskurov.
Durante le invasioni barbariche, molte popolazioni che attraversarono questo territorio si insediarono per un certo tempo e hanno lasciato numerose tracce di resti archeologici (epoca in cui giunse in Italia la razza bovina detta podolica). È poi probabile che anche gli Avari avessero già popolato questa regione dall'VII secolo. Diversi secoli dopo, nel ricostruire il passato della regione, Nestore di Pečers'k (1056-1114) nella sua Cronaca degli anni passati accenna a quattro etnie appartenenti all'etnia slava: i Bužani (più tardi chiamati Volyniani) e i dulebi lungo il Bug Meridionale, i tiverzi e gli ulici lungo il Nistro.

### Rus' di Kiev e dominio polacco
Il principe Oleg di Kiev estese la propria egemonia su questo territorio conosciuto come ponizie ("pianure"). Queste successivamente divennero parte della Rutenia e suddivise fra le province della Volinia, Kiev e Galizia. Nel XIII secolo, i mongoli saccheggiarono la Ponizie; cento anni dopo Algirdas (Olgierd), principe del Granducato della Lituania, conquistò la regione, annettendola ai propri territori e conferendole il nome di Podolia, termine che era un corrispondente omonimo di Ponizie in lituano antico. La colonizzazione polacca cominciò nel XIV secolo.

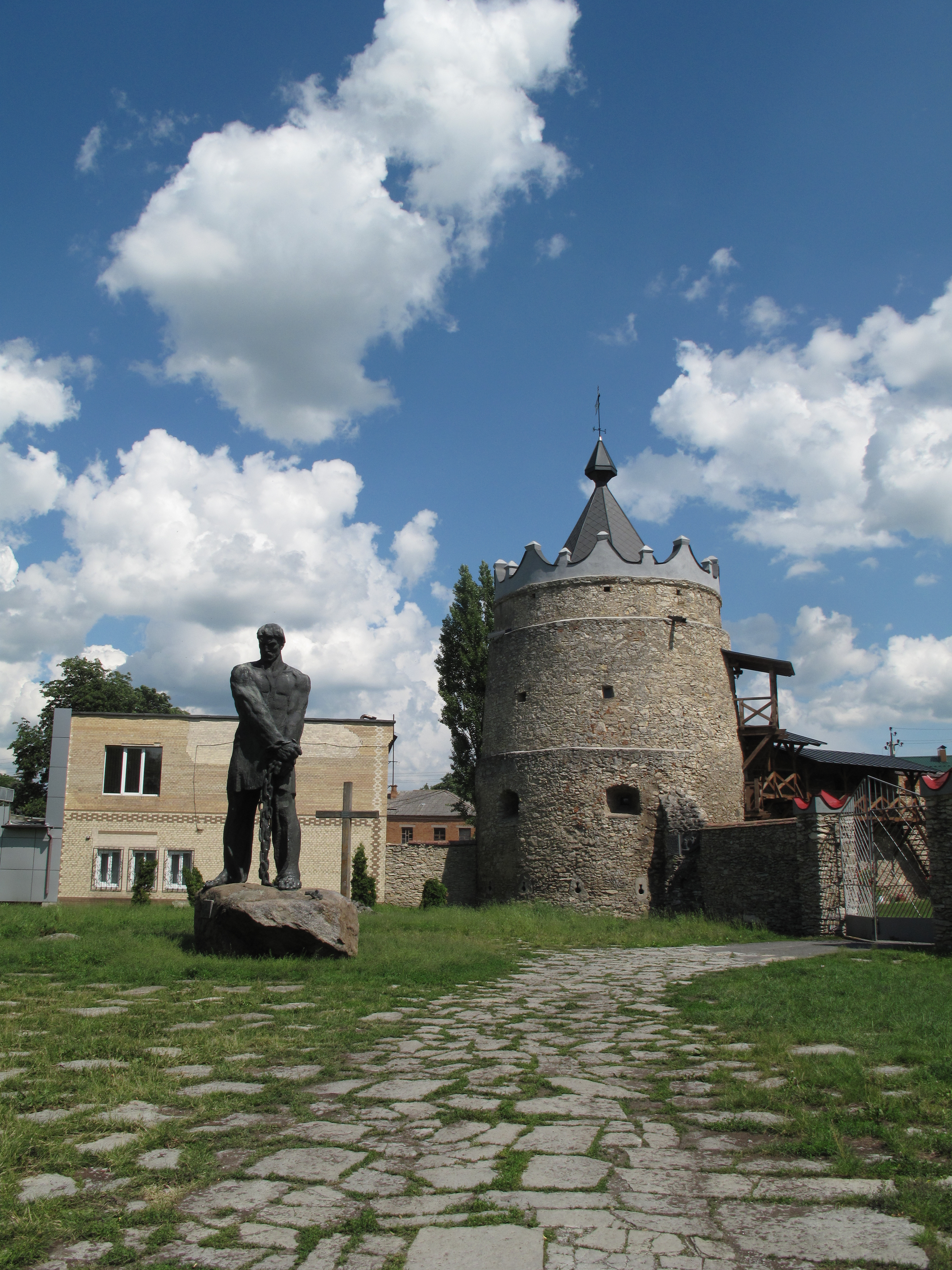
Fortezza medievale di Letyčiv

Dopo la morte del principe lituano Vitoldo nel 1430, la Podolia divenne parte del regno polacco, eccezion fatta che per la parte orientale. La provincia di Bratslav rimase infatti sottomessa alla Lituania fino a quando questa non si unì alla Polonia con l'Unione di Lublino nel 1569. Tranne che l'intervallo dell'occupazione ottomana (quando divenne un Eyalet dal 1672 sino al 1699, quando fu stipulata la Pace di Carlowitz), la Confederazione polacco-lituana ha mantenuto il predominio sulla Podolia fino alla spartizione della Polonia del 1772 e del 1793, quando la monarchia degli Asburgo d'Austria e la Russia imperiale annessero rispettivamente le parti occidentali ed orientali.

### Impero russo
Dal 1793 al 1917, una parte della regione formò il Governatorato di Podolia (in russo Подольская губерния, Podol'skaja gubernija; in ucraino Подільська губернія, Podil's'ka hubernija) nella Russia confinante con l'Impero austriaco presso il fiume Zbruč e con la Bessarabia (con cui la Podolia condivide eventi storici comuni in varie epoche) presso il Dnestr. La sua superficie ammontava a circa 36.910 km quadrati.
Nella prima spartizione della Polonia del 1772, la Casa d'Asburgo aveva preso il controllo di una piccola parte della Podolia a ovest del fiume Zbruč (talvolta chiamata anche "Podolia meridionale") attorno a Borščiv, attuale Oblast' di Ternopil'. In quel periodo, l'imperatore Giuseppe II visitò la zona, rimanendo colpito dalla fertilità del suolo: ciò lo rese ottimista circa le prospettive future a cui quella terra poteva aspirare. La Polonia scomparve come stato dopo la terza spartizione (1795), ma la nobiltà polacca continuò a mantenere il controllo locale della Podolia orientale e occidentale su una popolazione contadina che era principalmente di etnia ucraina.
Le somiglianze a livello culturale con gli altri slavi orientali già facenti capo alla monarchia asburgica (essenzialmente cecoslovacchi), furono messe in mostra in un libro del 1772 di Adam F. Kollár e adoperato come tesi a favore dell'annessione operata da Vienna. Ternopil' (Tarnopol) e i suoi dintorni nella Podolia occidentale furono brevemente presi dalla Russia nel 1809. Nel 1815 infatti tornarono ad appartenere agli austriaci. Nella suddivisione amministrativa dell'Impero asburgico, la Podolia occidentale era stata raggruppata assieme al Regno di Galizia e Lodomeria (nel 1776 la regione misurava 83000 km² e contava 2 797 000 abitanti); nel 1867, a seguito della proclamazione dell'Austria-Ungheria, la regione in questione divenne un'unità autonoma, creata burocraticamente su base etnica ed amministrata da polacchi per conto della corona austriaca.
Alla fine del XIX secolo e all'inizio del XX secolo, la Podolia austriaca fu testimone di una forte emigrazione della sua popolazione contadina verso il Canada occidentale.

### Tra Polonia e Unione Sovietica

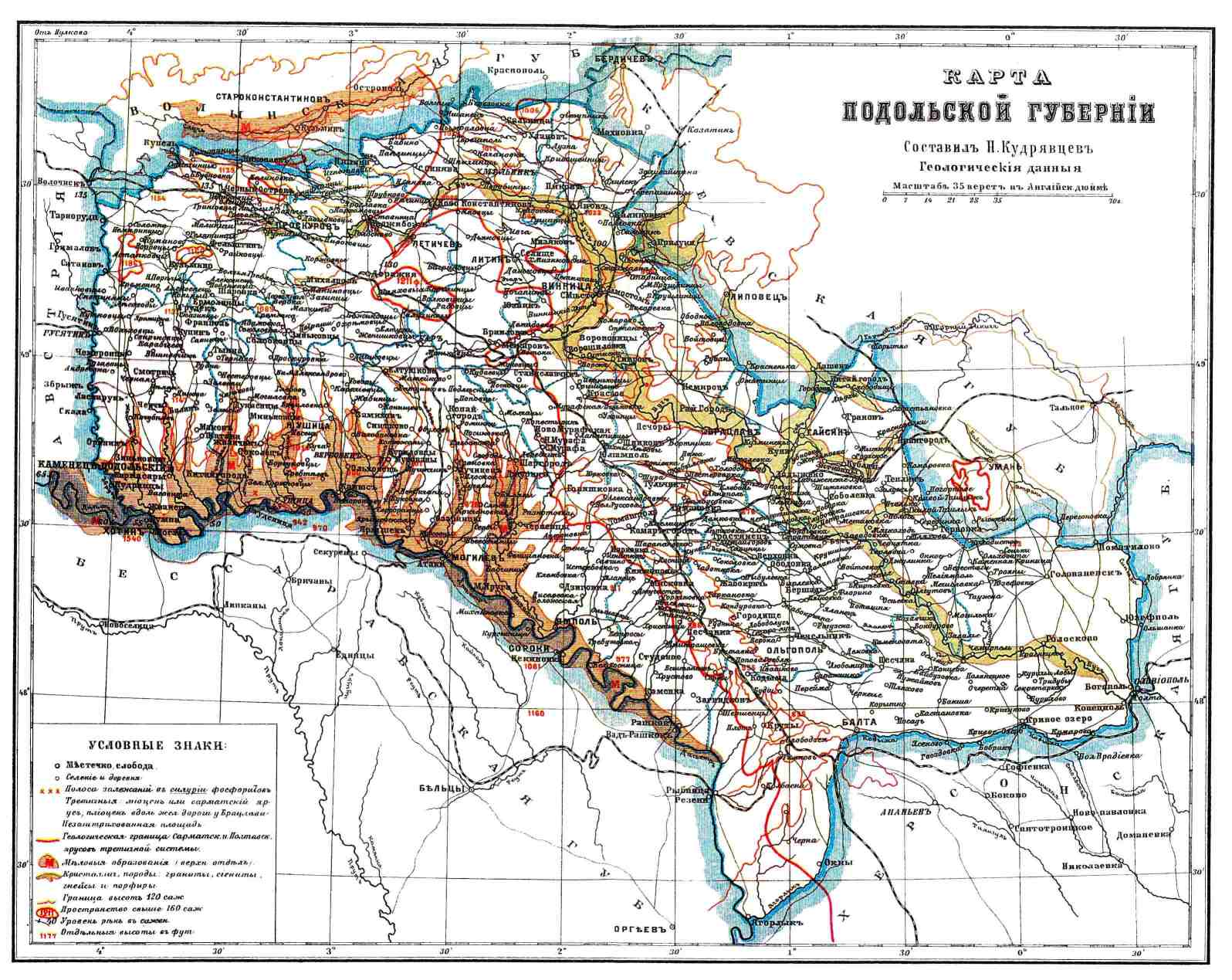
Mappa del Governatorato di Podolia dell'inizio del Novecento

Con la dissoluzione dell'Austria-Ungheria dopo la prima guerra mondiale nel novembre 1918, la Podolia occidentale fu inclusa nella Repubblica Nazionale dell'Ucraina Occidentale, ma passò sotto il controllo polacco nel 1919; tale modificazione territoriale fu confermata nell'accordo-alleanza raggiunto tra Polonia e Repubblica Popolare Ucraina nell'aprile 1920. La Podolia fu brevemente occupata nel 1920 dai sovietici nel corso della guerra polacco-sovietica. Nella stessa guerra, la Polonia occupò brevemente la Podolia orientale nel 1919 e di nuovo nel 1920. Dopo la pace di Riga, l'URSS rinunciò a qualunque pretesa territoriale sulla Podolia occidentale, riconoscendo il controllo polacco e mantenendo il predominio su quella orientale. Non mancarono casi di pogrom durante questa fase travagliata tra pace e conflitto.
Sotto il dominio polacco dal 1921 al 1939, la Podolia occidentale fu annessa al Voivodato di Ternopil'. La Podolia orientale rientrò nella RSS Ucraina. Tra il 1922 e il 1940, nella parte sud-occidentale, fu creata la Repubblica Socialista Sovietica Autonoma Moldava.
Nel 1927 vi fu una massiccia rivolta di contadini e operai di fabbriche situate a Mohyliv-Podilskyi, Kam"janec'-Podil's'kyj, Tiraspol e in altre città della RSS Ucraina meridionale contro le autorità sovietiche. Le truppe di Mosca furono inviate nella regione e repressero i disordini, causando circa 4000 morti, secondo i corrispondenti statunitensi inviati per riferire sull'insurrezione, che all'epoca fu completamente negata dalla stampa ufficiale del Cremlino.
Nel 1939, dopo la firma del patto Molotov-Ribbentrop tra la Germania nazista e l'Unione Sovietica a cui seguì l'invasione russa della Polonia il 17 settembre 1939, la regione divenne parte dell'Ucraina sovietica. Molti abitanti locali furono deportati nei campi di concentramento. In seguito all'invasione tedesca dell'Unione Sovietica nel 1941, la maggior parte del Podolia fu occupata dalla Germania nazista e incorporata al Reichskommissariat Ukraine. La fetta di Podolia tra il Bug Meridionale (a sud di Vinnycja e sopra il Dnestr) fu occupata dal Regno di Romania, potenza dell'Asse, e divenne parte della Transnistria.
A partire dal luglio 1941, i cittadini ebrei divennero testimoni di stermini di massa che venivano perpetrati nella campagna tedesca condotta da quattro Einsatzgruppen ("gruppi operativi") preposti allo scopo. Stime affidabili basate su documenti tedeschi, sovietici e fonti locali indicano che a morire furono tra 1,6 e 2 milioni di ebrei. La maggior parte di essi fu sepolta in fosse comuni, ma non mancarono casi di comunità costrette a recarsi in massa in edifici o sinagoghe che furono poi bruciati: in alternativa, si procedeva a radunare le persone in miniere locali successivamente dinamizzate. La Podolia aveva ospitato una nutrita comunità di etnia ebraica dalla fine del XVII secolo. La scomparsa di qualsiasi traccia semita avvenne nel giro di circa tre anni.
Nel 1944, i sovietici si riappropriarono della Podolia e, nel 1945, il confine orientale della Polonia fu formalmente riallineato lungo la linea Curzon. Conseguentemente, l'intera Podolia rimase nell'orbita della ricostituita RSS Ucraina Repubblica. La maggior parte dei polacchi e degli ebrei sopravvissuti fuggirono o furono espulsi nella Repubblica Popolare di Polonia.

### La Podolia oggi
Quando l'Ucraina ha riacquisito la propria indipendenza nel 1991, la maggior parte della Podolia è rimasta nei confini ucraini. Le altre parti sono ora controllate dal governo moldavo (e da quello della non riconosciuta Transnistria) oltre che da quello polacco.

## Società

Bandiera storica della Podolia

La Podolia sotto il dominio russo nel 1906 contava una popolazione di 3,5 milioni di abitanti costituita principalmente da ucraini, sebbene nessuna città della regione nel XIX secolo superava da sola 500 000 cittadini. Minoranze significative erano costituite da polacchi, ebrei, moldavi nonché rumeni. Vi erano poi alcuni tedeschi e una piccola comunità di armeni.
I principali centri abitati della Podolia sono Kam"janec'-Podil's'kyj, la capitale storica, Balta, Bratslav, Hajsyn, Letyčiv, Lityn, Mohyliv-Podil's'kyj, Nova Ušycja, Olhopil', Chmel'nyc'kyj, Vinnycja e Jampil'.

## Cultura
Il tradizionale stile pittorico di icone podoliche è ben noto in Ucraina. Questo si esprime attraverso iconostasi domestiche dipinte su tela tra la fine del XIX e l'inizio del XX secolo. Su di esse sono realizzati raffigurazioni religiose dei santi più venerati. I colori rosso, verde e giallo prevalgono, i volti dei santi sono sottili e gli occhi sono a mandorla. Le collezioni delle iconostasi popolari della Podolia sono visibili al Museo d'arte di Vinnycja e al Museo delle icone domestiche ucraine nel castello di Radomyšl'.

## Galleria d'immagini

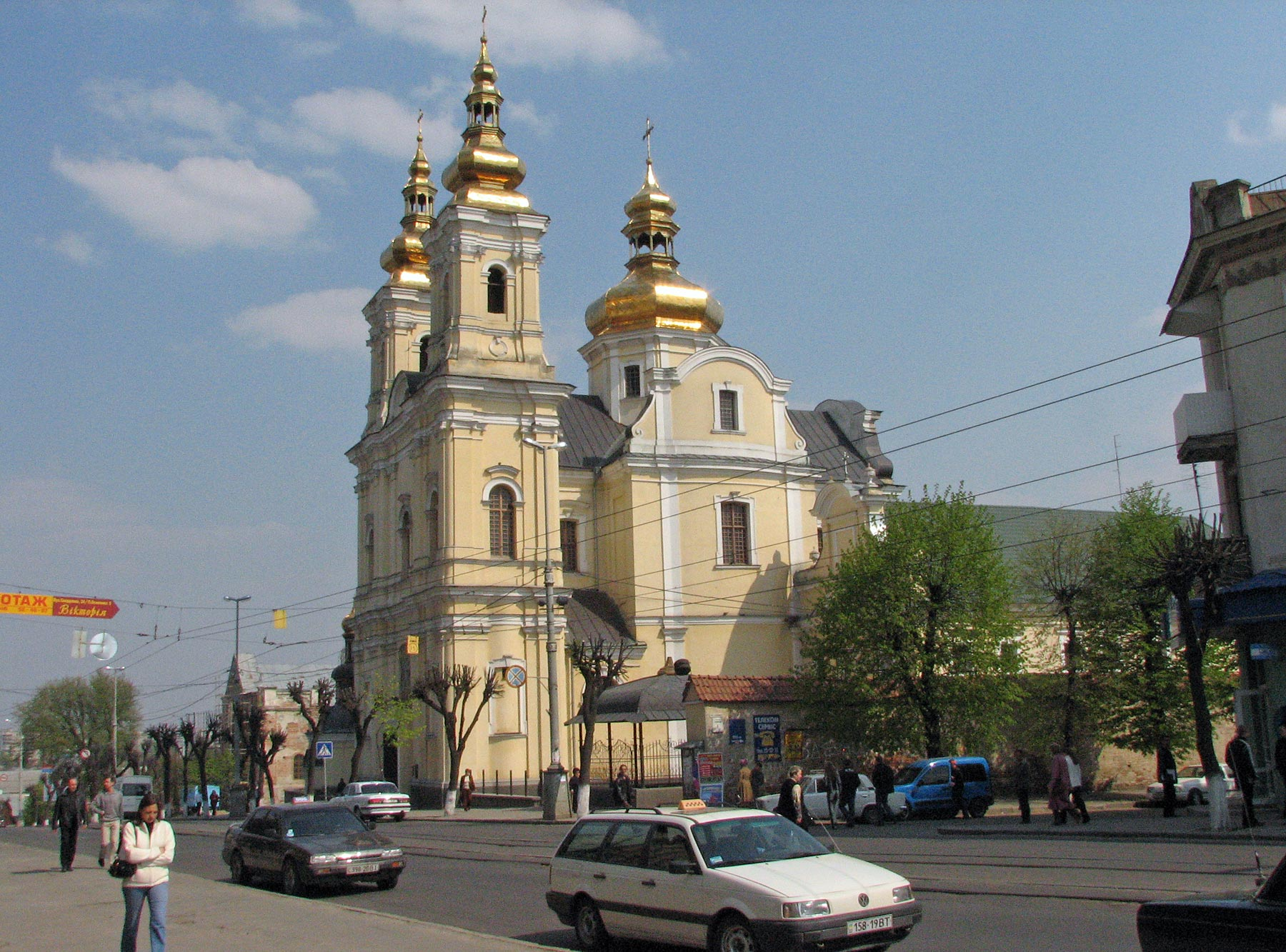
Vinnycja
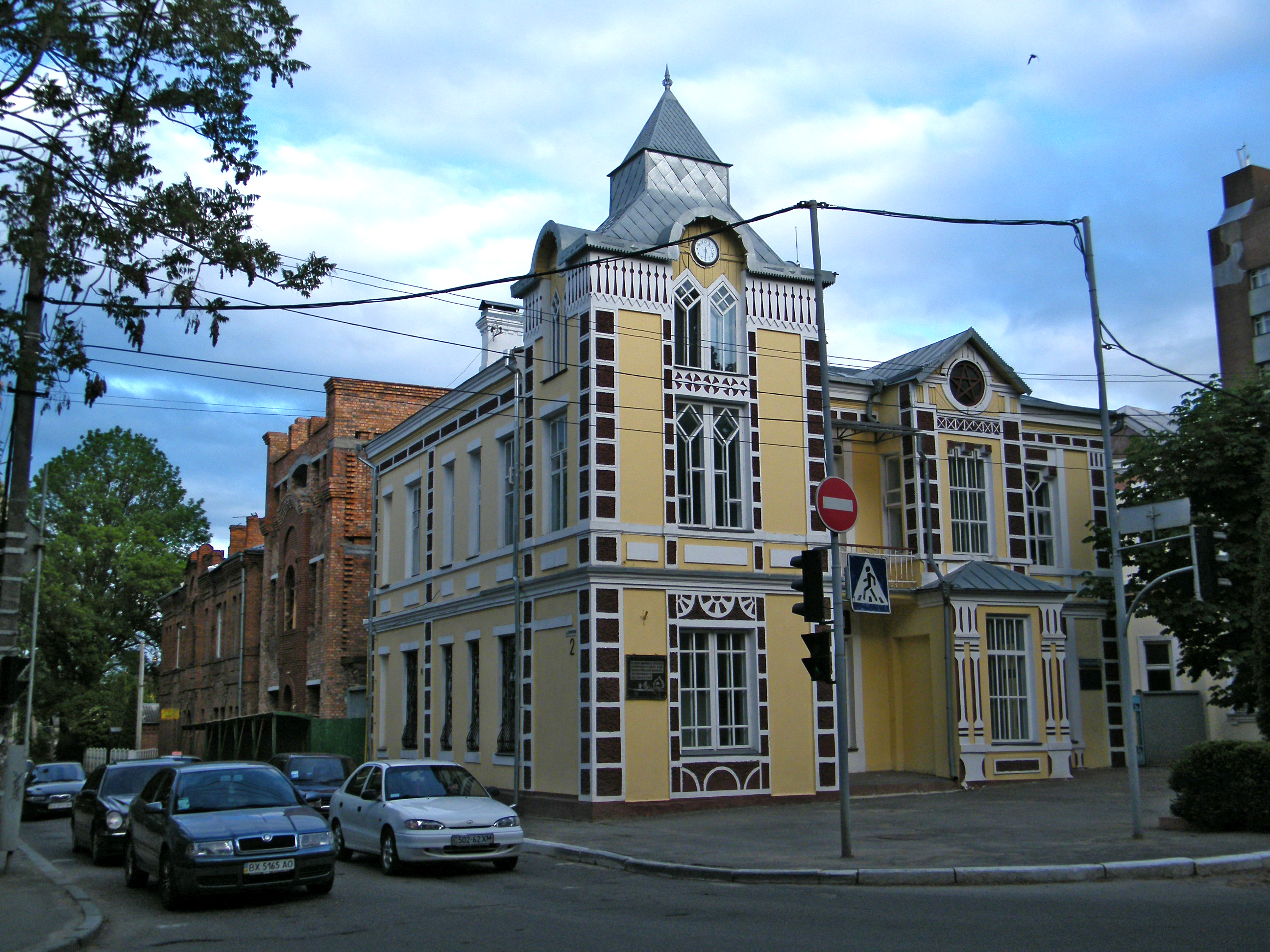
Chmel'nyc'kyj
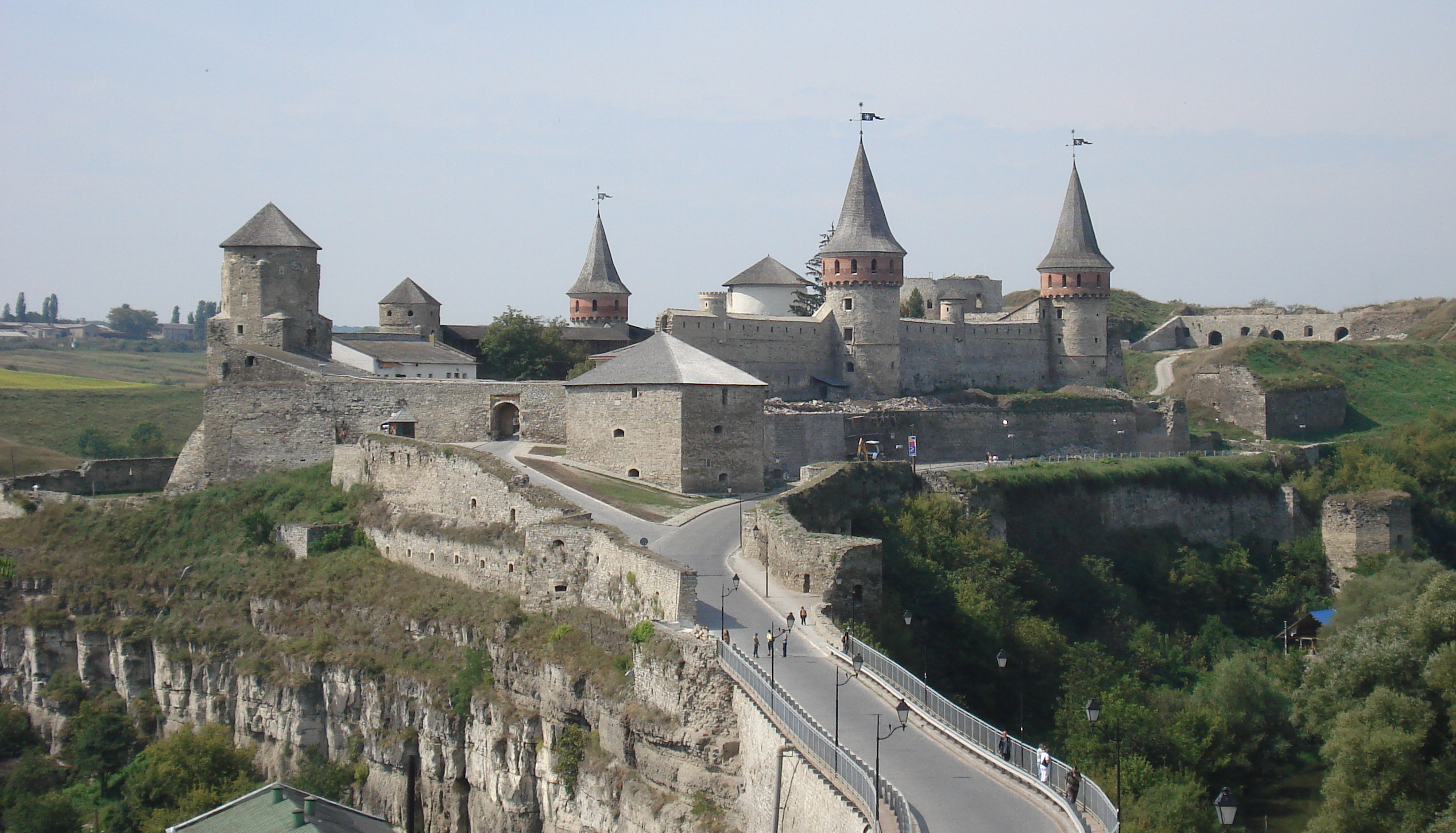
Il castello di Kam"janec'-Podil's'kyj
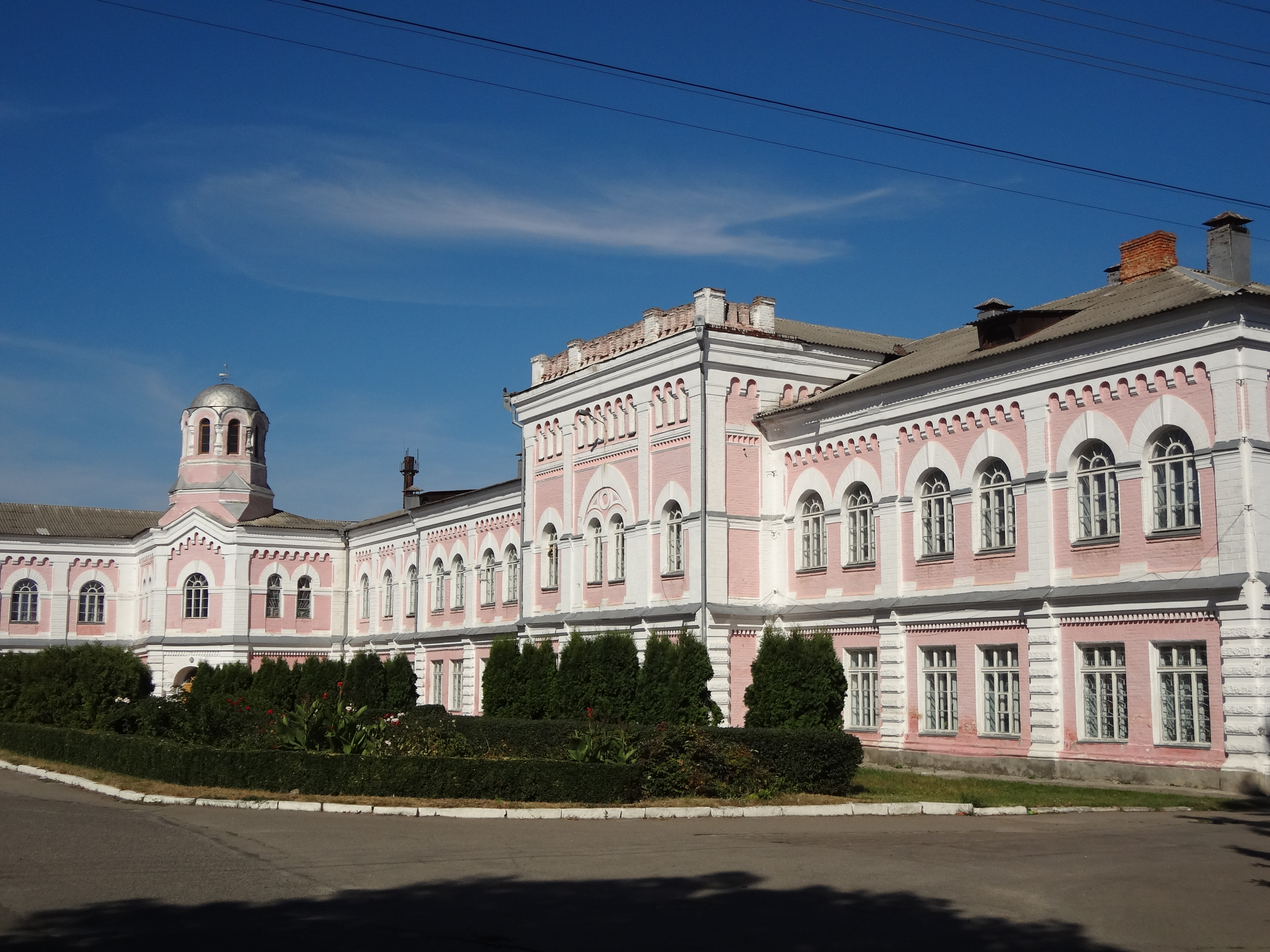
L'edificio principale dell'Università Nazionale di Orticoltura di Uman'
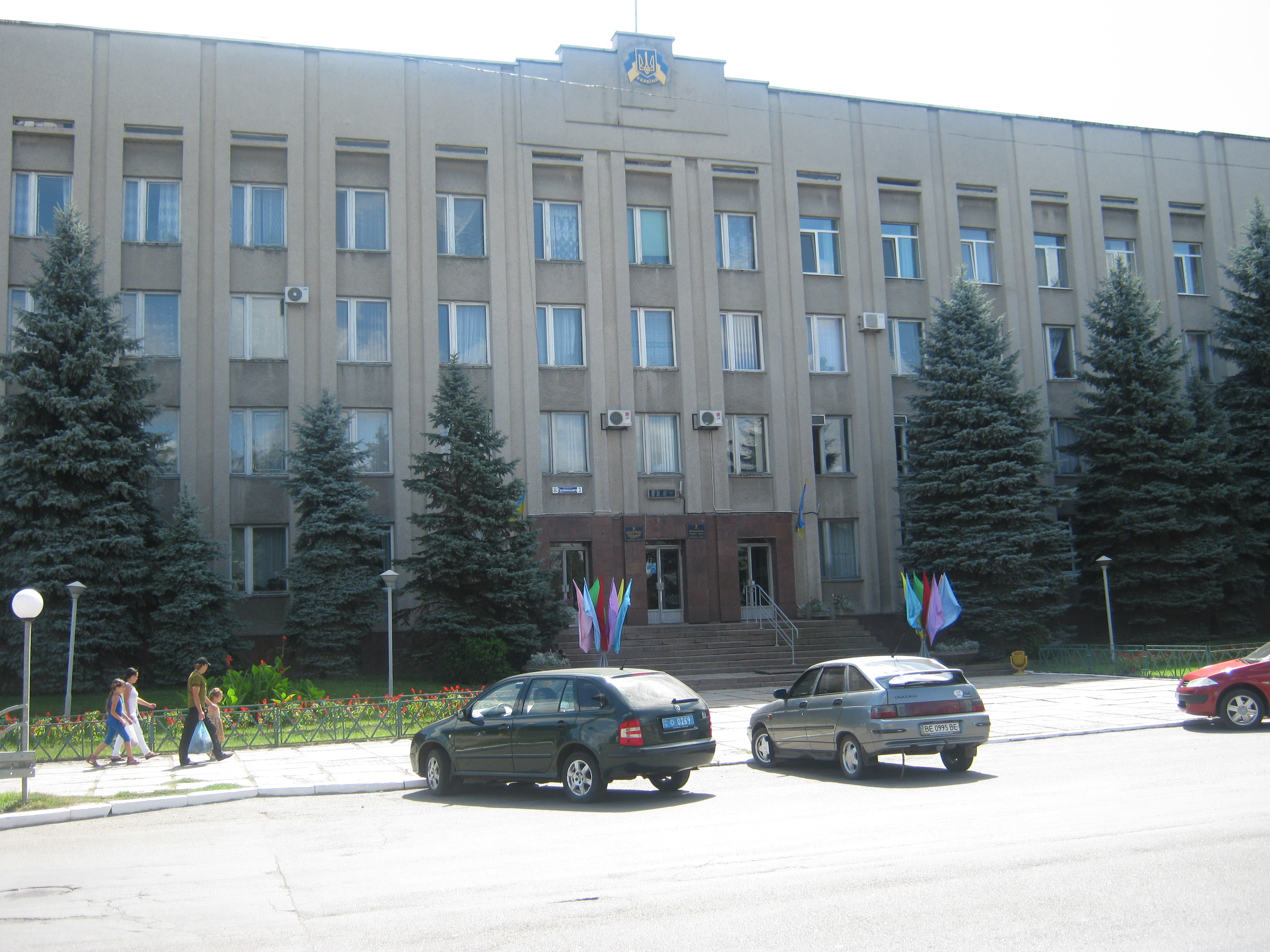
L'edificio sede dell'amministrazione dell'Oblast' di Mykolaïv a Pervomajs'k
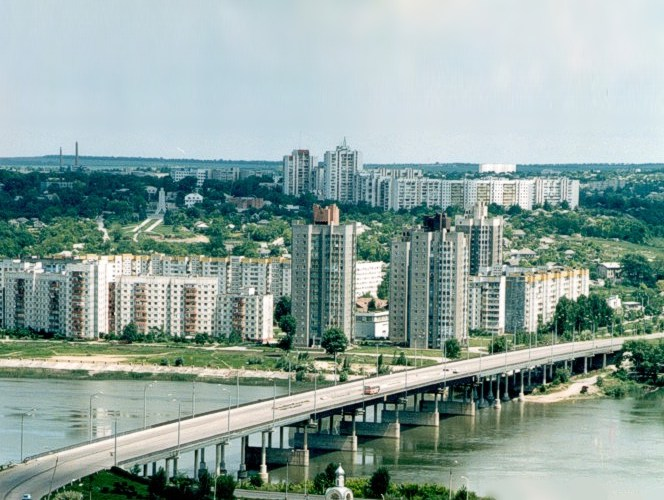
Panorama di Rîbnița vista da una delle sponde del Dnestr
Emblema
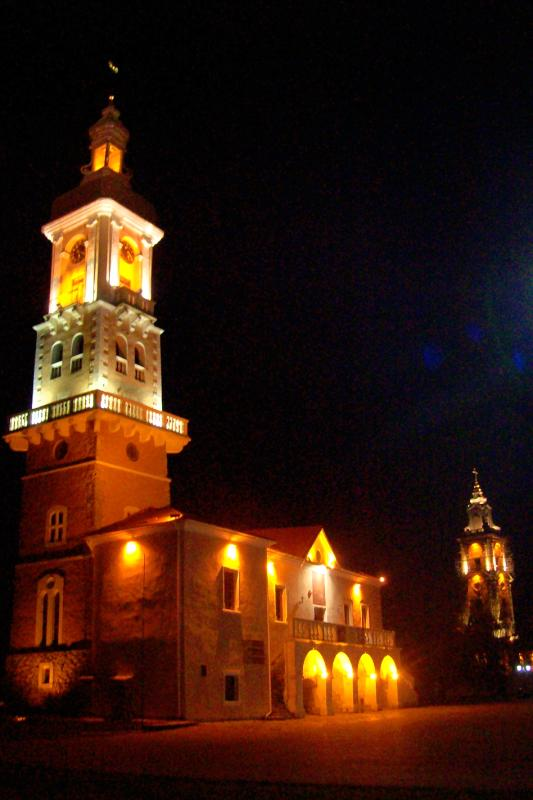
Municipio di Kam"janec'-Podil's'kyj visto di notte
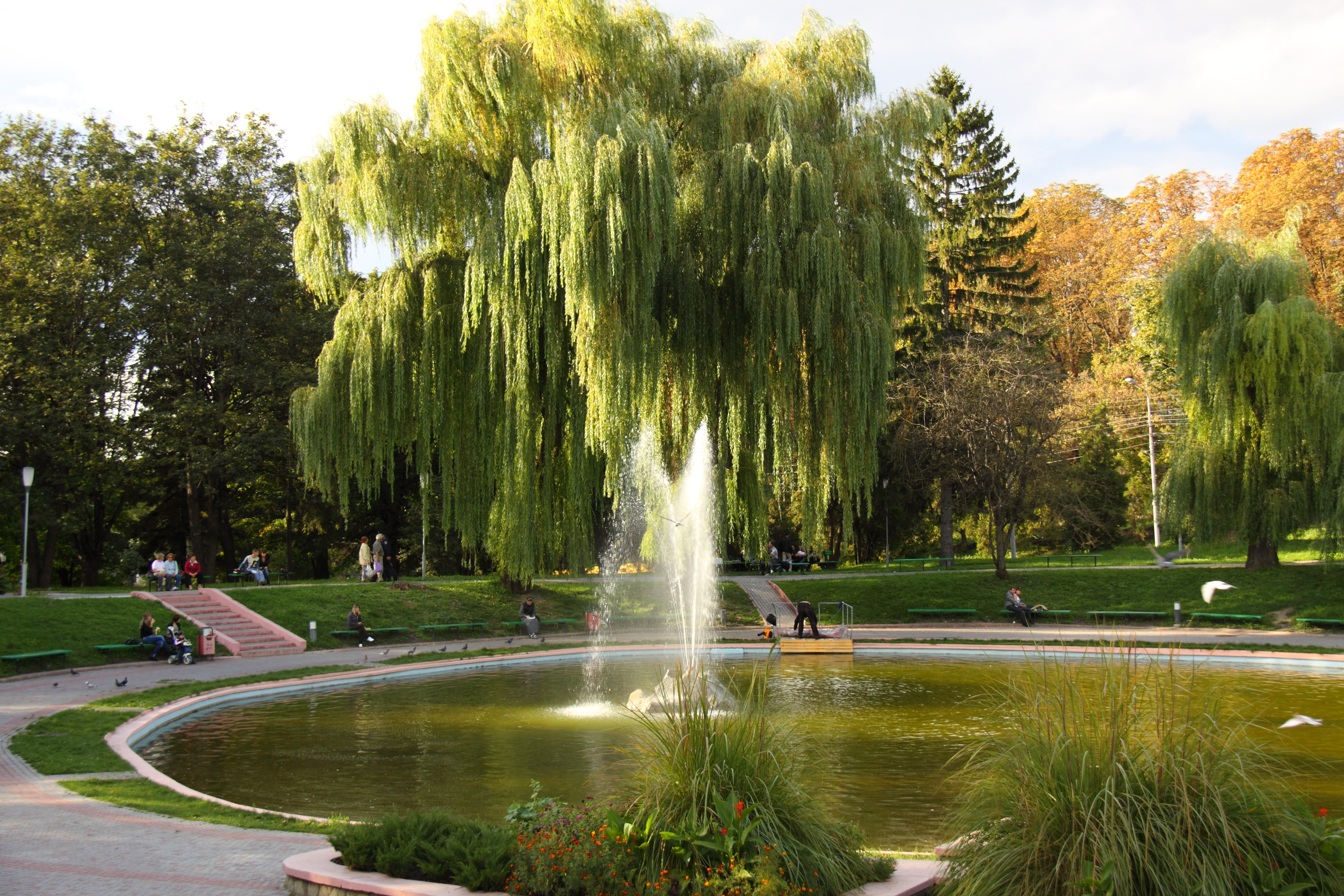
Parco con Fontana presso il centro storico di Kam"janec'-Podil's'kyj
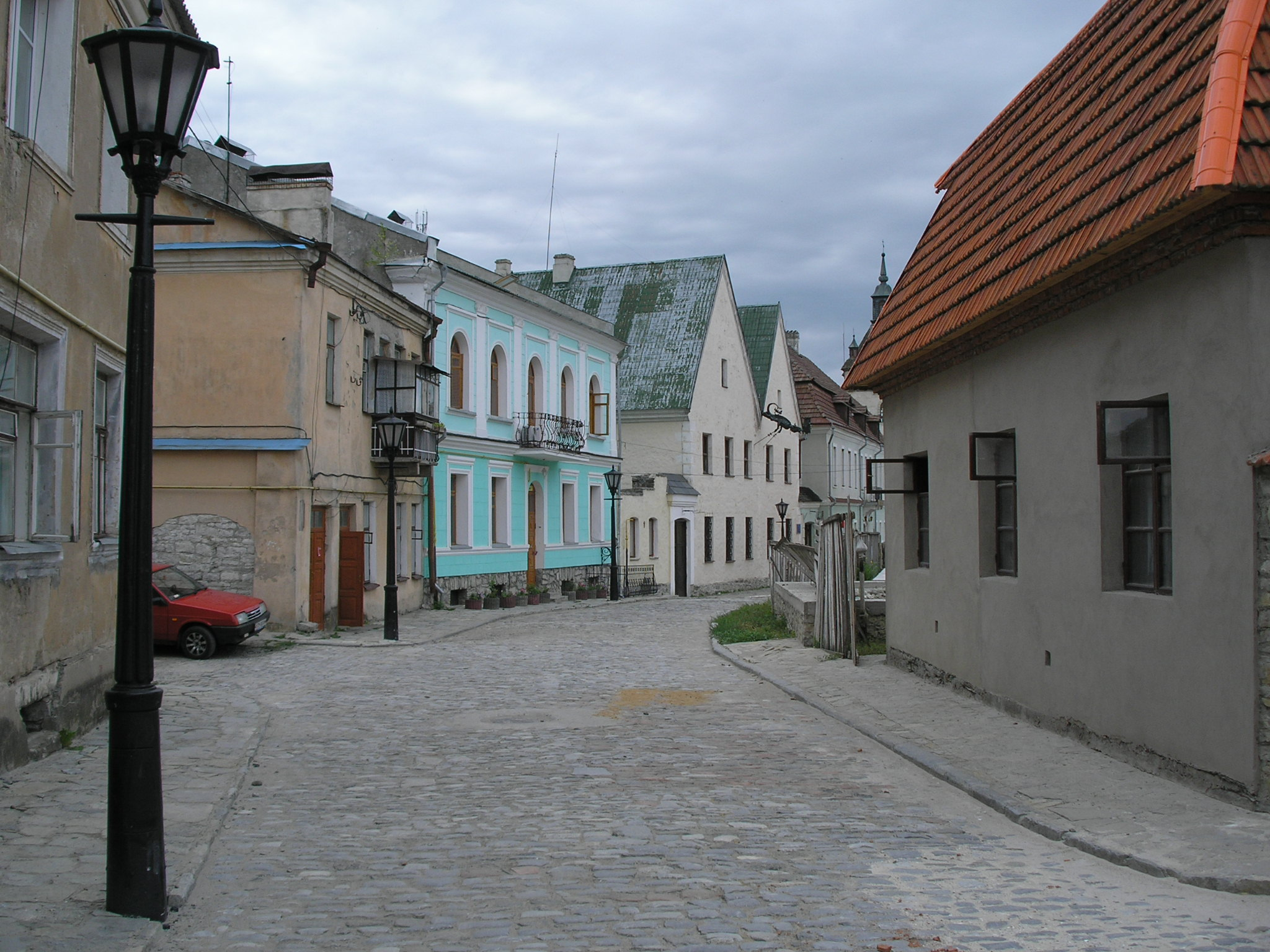
Strada e abitazioni storiche tipiche del centro storico di Kam"janec'-Podil's'kyj
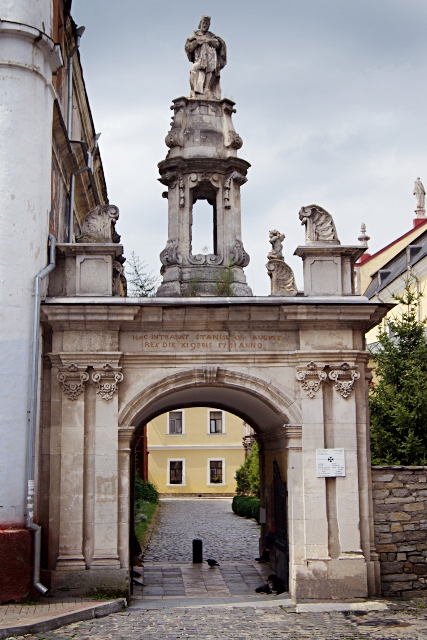
Arco di trionfo